# Dryadillo kemaensis
Dryadillo kemaensis är en kräftdjursart som beskrevs av Taiti, Ferrara och Kae Kyoung Kwon 1992. Dryadillo kemaensis ingår i släktet Dryadillo och familjen Armadillidae. Inga underarter finns listade i Catalogue of Life.